# Cheryl Bernard
Cheryl Bernard (n. 30 iunie 1966, Grand Prairie, Texas, SUA) este o jucătoare de curl ce a reprezentat Canada, medaliată olimpică. A participat la două ediții ale Jocurilor Olimpice (2010, 2018) în care a câștigat o medalie de argint.